# Vaugrigneuse
Vaugrigneuse település Franciaországban, Essonne megyében. Lakosainak száma 1451 fő (2022. január 1.). Vaugrigneuse Briis-sous-Forges, Angervilliers, Courson-Monteloup, Forges-les-Bains, Saint-Maurice-Montcouronne és Le Val-Saint-Germain községekkel határos.

## Népesség
A település népessége az elmúlt években az alábbi módon változott:
| Lakosok száma | 1292 | 1275 | 1287 | 1321 | 1355 | 1389 | 1417 | 1451 |
|               | 2013 | 2015 | 2017 | 2018 | 2019 | 2020 | 2021 | 2022 |